# Hohenschönhausen
52°33′N 13°30′Ø / 52.550°N 13.500°Ø
Hohenschönhausen var en bydel i Tysklands hovedstad, Berlin, fra 1985 til reformen af Berlins bydele i 2001. 
I Hohenschönhausen ligger områderne Neu-Hohenschönhausen, Alt-Hohenschönhausen, Malchow, Wartenberg, og Falkenberg. I dag er Hohenschönhausen en del af bydelen Lichtenberg.
Museet Gedenkstätte Berlin-Hohenschönhausen, der under DDR-tiden fungerede som Stasi-fængsel, er beliggende i Hohenschönhausen. Indkøbscentret Linden-Center ligger der ligeledes.